# Nati nel 1628
| Questa pagina contiene informazioni ricavate automaticamente dalle voci biografiche con l'ausilio del template Bio e di un bot. L'aggiornamento è periodico e automatico e ricostruisce completamente la pagina. Se manca una persona in questa lista, sei pregato di non aggiungerla, ma accertati piuttosto che la sua voce biografica contenga il template Bio e che i dati anagrafici siano correttamente compilati. Se il template Bio manca, inseriscilo tu stesso o, in alternativa, metti l'avviso {{tmp\|Bio}} che ne segnala la mancanza. Se i dati riportati sono sbagliati, correggi direttamente la voce biografica; le modifiche saranno visibili in questa lista entro pochi giorni. Per chiarimenti vedi il progetto biografie. La lista contiene solo le 76 persone che sono citate nell'enciclopedia e per le quali è stato implementato correttamente il template Bio. Pagina aggiornata al 18 mag 2025. |

## Gennaio(13)
- 3 gennaio - Alvise II Mocenigo, doge († 1709)
- 8 gennaio - Francesco Enrico di Montmorency-Luxembourg, nobile e generale francese († 1695)
- 11 gennaio - Mito Kōmon, giapponese († 1701)
- 11 gennaio - Olimpia Sforza Visconti, nobile italiana († 1692)
- 12 gennaio - Charles Perrault, scrittore francese († 1703)
- 14 gennaio - Johannes Walter Sluse, cardinale belga († 1687)
- 16 gennaio - Antonin Cloche, religioso francese († 1720)
- 16 gennaio - Serafino Corio, vescovo cattolico italiano († 1671)
- 19 gennaio - Charles Stanley, VIII conte di Derby, politico e militare inglese († 1672)
- 20 gennaio - Henry Cromwell, militare e rivoluzionario inglese († 1674)
- 23 gennaio - Giovanni Reinardo II di Hanau-Lichtenberg, nobile tedesco († 1666)
- 25 gennaio - Antonio Muscettola, poeta italiano († 1679)
- 30 gennaio - George Villiers, II duca di Buckingham, nobile, politico e poeta inglese († 1687)

## Febbraio(5)
- 1º febbraio - Rosalia Novelli, pittrice italiana
- 5 febbraio - César d'Estrées, cardinale e vescovo cattolico francese († 1714)
- 14 febbraio - Humprecht Johann Czernin von und zu Chudenitz, nobile e diplomatico boemo († 1682)
- 24 febbraio - Paolo Spinola Doria, nobile e politico italiano († 1699)
- 25 febbraio - Chiara Clemenza di Maillé, nobile francese († 1694)

## Marzo(5)
- 6 marzo - Domenico Minio, vescovo cattolico italiano († 1698)
- 10 marzo - Marcello Malpighi, medico, anatomista e fisiologo italiano († 1694)
- 17 marzo - François Girardon, scultore francese († 1715)
- 17 marzo - Daniel Papebroch, gesuita, storico e diplomatista belga († 1714)
- 24 marzo - Sofia Amalia di Brunswick-Lüneburg, sovrana danese († 1685)

## Aprile(3)
- 8 aprile - Crispijn van de Passe III, editore e incisore olandese († 1678)
- 13 aprile - Peter Lambeck, filologo, bibliotecario e critico letterario tedesco († 1680)
- 22 aprile - Georg Matthäus Vischer, incisore e cartografo austriaco († 1696)

## Maggio(6)
- 1º maggio - Bartholomäus Hopfer, pittore tedesco († 1699)
- 7 maggio - Étienne Le Hongre, scultore francese († 1690)
- 8 maggio - Angelo Italia, gesuita, urbanista e architetto italiano († 1700)
- 8 maggio - Michelangelo Mattei, patriarca cattolico e nobile italiano († 1699)
- 15 maggio - Carlo Cignani, pittore italiano († 1719)
- 17 maggio - Ferdinando Carlo d'Austria, conte († 1662)

## Giugno(1)
- 30 giugno - Miguel de Molinos, presbitero, mistico e scrittore spagnolo († 1696)

## Luglio(1)
- 12 luglio - Henry Howard, VI duca di Norfolk, nobile e militare inglese († 1684)

## Agosto(3)
- 20 agosto - Ferdinando Leopoldo Del Migliore, storico, letterato e falsario italiano († 1696)
- 20 agosto - Emanuele Filiberto di Savoia-Carignano, principe († 1709)
- 29 agosto - Giuseppe Artale, scrittore italiano († 1679)

## Ottobre(3)
- 5 ottobre - Cesare Ugolini, vescovo cattolico italiano († 1699)
- 11 ottobre - Vincent van der Vinne, pittore e disegnatore olandese († 1702)
- 21 ottobre - Ursula Micaela Morata, religiosa e mistica spagnola († 1703)

## Novembre(4)
- 11 novembre - Agostino Silva, scultore svizzero († 1706)
- 12 novembre - Elisabetta Querini, nobildonna italiana († 1709)
- 15 novembre - Ippolito Malaspina, nobile italiano († 1671)
- 28 novembre - John Bunyan, predicatore, teologo e scrittore inglese († 1688)

## Dicembre(2)
- 25 dicembre - Noël Coypel, pittore francese († 1707)
- 29 dicembre - Giacomo Rospigliosi, cardinale italiano († 1684)

## Senza giorno specificato(30)
- Giovanni Battista Bergonzoni, architetto e francescano italiano († 1692)
- George Berkeley, I conte di Berkeley, politico inglese († 1698)
- Jan de Bisschop, pittore e incisore olandese († 1671)
- Jan Peeter Brueghel, pittore olandese († 1680)
- Robert Cambert, compositore francese († 1677)
- Danese Casati, nobile, politico e diplomatico italiano († 1700)
- Stephen Charnock, teologo e predicatore inglese († 1680)
- Guillaume Courtois, pittore e incisore francese († 1679)
- Raymond Louis de Crevant d'Humières, marchese di Preuilly, ammiraglio francese († 1688)
- Louis de Crevant, duca di Humières, generale francese († 1694)
- João Ferreira de Almeida, religioso portoghese († 1691)
- Ireneo Filalete, alchimista britannico († 1665)
- Anne Greene, britannica († 1659)
- Camilla Guerrieri, pittrice italiana
- Antoon van Leyen, pittore e mercante fiammingo († 1686)
- László Listi, poeta ungherese († 1662)
- Pedro de Mena, scultore spagnolo († 1688)
- Zbigniew Morsztyn, poeta, scrittore e traduttore polacco († 1698)
- Pietro Negri, pittore italiano († 1679)
- Giovanni Camillo Peresio, poeta italiano († 1696)
- Sebastian Johann von Pötting, vescovo cattolico tedesco († 1689)
- Scipione I de' Rossi, nobile e condottiero italiano († 1715)
- Placido Spadafora, grammatico e gesuita italiano († 1691)
- Luca Spinola, doge italiano († 1715)
- Andrea Suppa, pittore italiano († 1671)
- Claes Tol, pittore olandese († 1652)
- Cornelis de Visscher II, incisore, disegnatore e pittore olandese († 1658)
- Barbora Žagariete, religiosa lituana († 1648)
- Antonio Zeno, ammiraglio italiano († 1697)
- Gabriel-Joseph de Lavergne, conte di Guilleragues, scrittore francese († 1684)